# ルキウス・カルプルニウス・ベスティア
ルキウス・カルプルニウス・ベスティア（ラテン語: PLucius Calpurnius Bestia、- 紀元前111年）は、紀元前2世紀後期から紀元前1世紀初期の共和政ローマの政治家・軍人。紀元前111年に執政官（コンスル）を務めた。

## 出自
ベスティアはプレブス（平民）であるカルプルニウス氏族の出身である。最も古い氏族のひとつであり、第2代ローマ王ヌマ・ポンピリウスの息子カルプス (Calpus) を始祖としているとされる（ヌマの子孫と称する氏族は他にピナリウス氏族、ポンポニウス氏族、アエミリウス氏族がある）。最も栄えたのはカルプルニウス・ピソ家で、紀元前2世紀中頃から継続的に執政官を輩出した。一方で、カルプルニウス・ベスティアで執政官となったのは本記事のルキウスのみである。カピトリヌスのファスティの欠落のため、父および祖父のプラエノーメン（第一名、個人名）は不明である。

## 経歴
現存する資料にベスティアが最初に登場するのは紀元前120年であり、この年に護民官に就任している。護民官の権限として、ベスティアは2年前にガイウス・センプロニウス・グラックス（グラックス弟）によってローマを追放されたプブリウス・ポピッリウス・ラエナスの帰還を認める法案を提出した。この法案は成立した。
ウィッリウス法の要求事項から逆算すると、ベスティアは遅くとも紀元前114年にはプラエトル（法務官）を務めたはずである。
紀元前111年、ベスティアは執政官に就任する。同僚はパトリキのプブリウス・コルネリウス・スキピオ・ナシカ・セラピオであった。前年にヌミディアとの間にユグルタ戦争が始まっており、くじ引きの結果ベスティアが遠征することとなり、スキピオ・ナシカはイタリアに留まった。
軍を編成するに当たり、ベスティアは元執政官のマルクス・アエミリウス・スカウルスを含む、重要人物をレガトゥス（副官）に選んだ。ローマ軍はレギウムからシキリア属州に渡り、そこからアフリカへと向かった。戦争開始初頭はローマが有利で、幾つかの都市を陥落させ多くの捕虜を得た。また、ヌミディアに隣接するマウレタニアのボックス1世と同盟を結んだ。ベスティアはヌミディアにかなり有利な条件で講和を結んだ。ユグルタは賠償金と共に、戦象30頭を献上した。年末の選挙を監督するためにベスティアはローマに戻るが、世論は彼に批判的であった。護民官ガイウス・メンミウスはベスティアや他の高級幕僚がユグルタから賄賂を受け取ったとして告訴された。ユグルタも証人としてローマに召喚されたが、別の護民官ガイウス・バエビウスがユグルタに質問に答えることを禁じた。
元老院はベスティアが締結した講和条約の批准を拒否した。このため戦争は継続することとなる。一方ローマでは、紀元前109年になってヌミディア遠征に加わった高位人物に対する調査が開始された。ベスティアも告訴され、スカウルスが弁護を行ったが、追放刑が宣告された。
紀元前90年に発生した事件に関連して、ルキウス・カルプルニウス・ベスティアの名前が登場する。同盟市戦争が勃発し、護民官クィントゥス・ウァリウス・セウェルス・ヒブリダは、イタリアをこのような状態に追い込んだ責任がある人物は全て裁判にかけられる、という法律を制定した。この中にベスティアという人物が含まれるが、おそらく本記事のベスティアであろう。ベスティアには追放刑が宣告されているが、前回の追放刑が解除されてローマに戻っていたものと思われる。

## 評価
サッルスティウスはベスティアを多くの美徳の持ち主と呼んでいる：鋭い頭脳、「労働における忍耐力」、先見の明、軍事問題における能力、危険に耐える能力などである。キケロベスティアを「断固とした男であり、弁舌を欠いていない」と呼んでいる。一方でサッルスティウスは、ユグルタ戦争におけるベスティアの行動を「貪欲さがこれらすべての美徳に勝ってしまった」としている。フロルスもまたベスティアが受け取った賄賂について書いている。リウィウスの『ローマ建国史』の概略では、ユグルタとの講和は「元老院も市民も反対していた」にもかかわらず締結されたとしている。但し、キケロはメンミウスの裁判に関しては非道なもの」とし、その決定を下した人々を「グラックスの裁判官」と呼んだ。
現代の歴史学者は、サッルスティウスとそれを参考にした古代の作家は、誇張が過ぎると考えている。ユグルタとの講和条約はローマにとっても容できるものであり、ベスティアは腐敗した人物ではなく、ローマにとって非常に危険なゲルマン人との衝突が起こる前に、ヌミディア戦争を終わらせようとした可能性があるとしている。

## 子孫
おそらくベスティアの娘カルプルニアはプブリウス・アンティスティウスと結婚し、その娘アンティスティアがグナエウス・ポンペイウスの最初の妻となった。

## 参考資料

### 古代の資料
- ルキウス・アンネウス・フロルス『700年全戦役略記』
- アッピアノス『ローマ史』
- ウェッレイウス・パテルクルス『ローマ世界の歴史』
- ティトゥス・リウィウス『ローマ建国史』
- プルタルコス『対比列伝』
- ガイウス・サッルスティウス・クリスプス『ユグルタ戦記』
- シケリアのディオドロス『歴史叢書』
- マルクス・トゥッリウス・キケロ『ブルトゥス』

### 研究書
- Korolenkov A., Smykov E. Sulla. - M .: Molodaya gvardiya, 2007 .-- 430 p. - ISBN 978-5-235-02967-5 .
- Broughton R. Magistrates of the Roman Republic. - New York, 1951. - Vol. I. - P. 600.
- Münzer F. Calpurnius // Paulys Realencyclopädie der classischen Altertumswissenschaft . - 1897. - Bd. III, 1. - Kol. 1365.
- Münzer F. Calpurnius 23 // Paulys Realencyclopädie der classischen Altertumswissenschaft . - 1897. - Bd. III, 1. - Kol. 1366-1367.
- Münzer F. Calpurnius 125 // Paulys Realencyclopädie der classischen Altertumswissenschaft . - 1897. - Bd. III, 1. - Kol. 1406.